# ローランド
ローランド株式会社（英: Roland Corporation）は、日本の大手電子楽器メーカー。自らが創業したエース電子工業を退社した梯郁太郎が、1972年（昭和47年）に大阪市で創業。長らく、本社・広報機能を大阪に、製造・研究開発拠点を静岡県浜松市に置いていたが、2005年（平成17年）に、本社を浜松に移転した。

## 概要
スタジオ、ライブ向けのプロ用から家庭用まで、多様な楽器ジャンルの製品を展開する総合電子楽器メーカー。主にシンセサイザー、デジタルピアノ、電子オルガン、電子ドラム、ミキサー、DJ機器、ギターアンプや半導体の製品を開発・製造・販売する。ヤマハやカワイとともに、日本を代表する楽器メーカーのひとつである。
初期には、電気楽器（エレキギター、エレキベース）の演奏時に音色を加工する機器「エフェクター」や演奏用スピーカーアンプ、プリセット式のリズムマシン、音響ミキサーの製造を行っている。1973年（昭和48年）からはシンセサイザーやエレクトロニックピアノなどの製造も手がけるようになった。1977年には音楽用デジタルシーケンサー、マイクロコンポーザーMC-8を発表。以降コンピュータと電子楽器の連携に注力し、1981年にはヤマハ、シーケンシャル・サーキット等と共にMIDI規格を提唱した。
社名は中世ヨーロッパの叙事詩である『ローランの歌』の主人公ローランからとられている 。創業者の梯は日本国外への展開を考え、どの国の言葉で発音してもよく聞こえるような2音節からなる響きのよい社名を探し、まず「R」から始まる言葉にすることを決めた。これは創業当時の電子楽器業界ではRから始まる社名があまり使われておらず、イニシャル1文字で社名を書いたときに都合がよいと考えたからであったという。これらの条件にあてはまる単語として最終的に「ローランド」が選ばれた。
シンセサイザー事業
70〜80年台半ばまではモノフォニック（単音）/ポリフォニック（4〜12音）のアナログ・シンセサイザーを製造販売。1987年には同社初のフルデジタル・シンセサイザーD-50を発表、ヒット商品となった。その後デジタルが主流の時代になると、プロやハイアマチュア向けに拡張ボードで波形を供給できる音源モジュールJVシリーズ、XVシリーズを発表した。2000年代以降は、ライブ向けの軽量シンセサイザー、シーケンサー搭載のワークステーション型シンセサイザーなどの製品を中心に販売している。その一方で、クラブ音楽等で根強いアナログ式音源へのニーズを意識した、デジタル信号処理でアナログ音源を再現したアナログ・モデリング方式の製品も展開。近年は完全アナログ方式を望む声に合わせ、デジタル・アナログ統合型のシンセサイザーや、他社との協業企画によるフル・アナログ音源なども製品ラインナップに加えている。
電子ピアノ事業
早くから取り組みがなされ、創業2年目の1973年には、アナログ音源電子ピアノ EP-10、翌74年には純電子方式としては初めて鍵盤タッチによる強弱表現を可能にしたEP-30を発売した。1986年にはSA(Structured Adaptive)方式デジタル音源を備えたプロ向けステージピアノ「RD-1000」を発売。従来にない表現力・リアルさを実現した同音源は、「HP」シリーズをはじめとする家庭用モデルにも転用された。その後も30年以上に渡り、88鍵個別サンプリング音源、ピアノの構造や弦素材をモデリングする「V-Piano」音源など、ピアノに特化した様々な音源方式を導入。また鍵盤機構や、家庭用モデルの再生系、ペダル機構、外観デザイン等についても、アコースティックピアノをよりリアルに再現すべく技術開発が繰り返されている。現在、デジタルピアノ市場においてはヤマハ、カワイ、他各社と並ぶ主要ブランドとなっている。
電子ドラム・打楽器関連事業
打楽器事業には、1985年「OCTAPAD」（初代・音源を内蔵しないMIDIパッドコントローラー）の発売により本格参入した。ほぼ同時期には同社初のフルドラムキットである電子音源の「αドラム」を発売。同カテゴリで先行していた英SIMMONS社を追う形で、数年に渡り販売した。90年代前半には「コンパクト・ドラム・システム」にコンセプトを改めて電子ドラム製品を復活。PCM音源によるリアルな生ドラム音と小型パッドの組み合わせにより、場所を取らずヘッドホンも使える練習キットとして人気を呼んだ。1997年には、独自開発のメッシュヘッド（打感や静粛性に優れた網状素材の打面）や新音源などを備え、よりアコースティックドラムに近い演奏感を実現した「V-Drums」シリーズを発売。以降同シリーズを基幹製品とし、主な電子ドラムメーカーのひとつとして事業を継続している。この他、サンプリング・パッドや電子音源を組み合わせたカホンなど、ドラムス以外の電子打楽器もしばしば製品化している。
ギター周辺機器事業
当該分野ではBOSS（元子会社・現在は吸収合併）による各種エフェクター製品が、長年に渡り同分野の定番として認知されている。また楽器用アンプ類は70年代に販売開始。Roland・BOSSの両ブランドにて、様々なギター（ベース）アンプが市場に投入されている。代表的なJCシリーズのJC-120は、1975年の発売以来練習スタジオ等に広く導入され、現在も基本的な構成を変えず生産が継続されている。この他、1970年代後半に富士弦楽器（現・フジゲン）との合弁で「富士ローランド」社にて開発製造を開始したギターシンセサイザーは、現在もBOSSブランドにて最新技術による製品開発・製造が継承されている。これらギター周辺機器の開発製造は、家庭用ピアノ類、電子ドラム類に次ぐ、同社の基幹事業のひとつとなっている。
DTM関連事業
MIDI規格が制定された後、同社はMT-32等、様々な楽器音をマルチパートで同時発音できる音源モジュール製品を開発。これにパソコン用シーケンサー・ソフトウエアを付属させたパッケージ商品（「ミュージくん」など）を発売し、生演奏ではなくコンピュータにデータを入力することで楽器を演奏する手法（狭義のDTM）を提唱した。このようなパッケージは特に日本国内で受け入れられ、ホビー層を中心に高い人気を得た。1990年代にはDTM向けに特化した音源モジュールとしてGSフォーマット音源SCシリーズを発売。同フォーマットは、後に通信カラオケデータの標準音源としても活用された。
DTM音源の主流がハードウエアからソフトウエアに移行する中で、米Twelve Tone Systems社(当時)の音楽制作ソフトウエアCakewalkの取り扱いを開始。2008年には同社（“Cakewalk”に改称）を買収し傘下に収めたものの、業績不振期の2013年にGibson社に事業売却。DAW販売事業から一時撤退した。その後業績回復・株式再上場を果たした2020年、無償で使用開始できるマルチプラットフォーム（Windows/MacOS/iOS/Android用）の音楽制作アプリZenbeatsを発売。クラウドサービス（Roland Cloud）を活用した、より手軽な制作環境の提供に移行している。
レコーディング機器事業
1995年、ハードディスクに演奏を記憶して楽曲作成ができるVS-880を発表。追って関係会社のボス（後に吸収合併）からも、ギタリスト向け仕様のハードディスク/メモリーレコーダーを発売した。また2000年代前半には、小型高音質フィールドレコーダー（Rシリーズ）を市場に投入した。
プログラマブル・リズムマシン〜ダンスミュージック向け製品
同社は80年代、プログラム可能なリズムマシン「TR-808」「TR-909」、ベース音源「TB-303」などを市場に投入。生産完了後、その独特のアナログサウンドが主にクラブ／ダンスミュージックのアーティストに評価され重用された。これを背景に、90年代後半頃から10年間ほどに渡り、クラブ／ダンスミュージック向けのハードウエア製品(MC-303/505系やSPシリーズのサンプラーなど)に注力した。2014年以降は、同分野に再び参入する形で新製品 (AIRA シリーズ、Boutique シリーズ)を展開している。
その他の事業分野
楽器商品としては、2016年同社初のデジタル管楽器「エアロフォン」を発売し、管楽器分野への参入を果した他、サブスクリプション方式によるソフトウエア音源提供サービス「Roland Cloud」も立ち上げ、DAWプラグイン音源事業の取り組み強化を打ち出している。楽器関連以外の事業としては、業務用音響機器（デジタルミキサーなど）の開発・販売、海外ブランドのオーディオ周辺機器（ヘッドホンやモニタースピーカーなど）の輸入販売、音楽教室の運営なども行っている。

## ブランド

### 現行ブランド
Roland
メインとなるブランド。楽器全般（デジタルピアノ/オルガン、シンセサイザー、電子打楽器、楽器用アンプなど）に広く使用。2010年（平成22年）9月以降は、レコーダー、業務音響機器、コンピュータミュージック関連ハードウエアも使われている。
BOSS
各種エフェクター、ギターアンプ及びギター・ベース周辺機器、チューナーなどのブランド。
V-MODA
高級ヘッドホンなどのブランド。2016年、DJ向けを中心とするヘッドホンを展開していた米 V-MODA LLCの株式を取得して子会社化したことにより、ローランド（株）のブランドとなった。
dw
アコースティック・ドラムスのブランド。2022年、世界的なドラムメーカー Drum Workshop, Inc.の全株式を取得したことにより、ローランド（株）の傘下ブランドとなった。これに伴い同社が持つ Latin Percussion (LP)、Gretsch Drums、Slingerland 等もローランド傘下のブランドとなった。

### 販売終了ブランド
EDIROL by Roland
レコーダーなどに使われた旧ブランド。時期によりコンピュータミュージック関連ハードウェアにも使用された。2010年（平成22年）9月、Rolandブランドに統合された。「EDIROL」は edit + Roland の合成語。
RSS by Roland
ライブミキサーなど業務音響機器の旧ブランド。2010年（平成22年）9月、Rolandブランドに統合された。RSSはRoland System Solutions の頭文字。同社の3次元音響処理技術「Roland Sound Space」もRSSと表記されるため混同されやすいが別語。
Cakewalk by Roland
コンピュータミュージック関連ソフトウエア商品のブランド。一時期は関連ハードウエア製品にも使用された。「by Roland」は、開発元の米Cakewalk社が、ローランドによる株式取得によりグループ会社となって以降付記されたもの。2013年9月同社がCakewalkをGibsonに売却したことにより使用を終了。
RODGERS (ロジャース)
米国のクラシックオルガンのメーカー/ブランド。1988年にローランドの資本傘下となり、デジタル技術を応用したクラシックオルガン製品を展開していたが、2016年1月、オランダの Vandeweerd family に事業売却された。その後(株)河合楽器製作所がロジャース社の日本代理店となっている。

## 沿革
- 1972年（昭和47年）4月18日 - 大阪府大阪市住吉区南加賀屋町（現・住之江区新北島）[8]にて設立（資本金3300万円）。
- 1973年（昭和48年） - 同社初のシンセサイザーSH-1000発売。
- 1977年（昭和52年） - 国内初[注 1]のギターシンセサイザーGR-500発売。
- 1984年（昭和59年） - 大阪市北区梅田に音楽教室を開設。
- 1985年（昭和60年） - 東京都渋谷区に音楽教室を開設。
- 1988年（昭和63年） - 大阪証券取引所第2部に上場。
- 1993年（平成5年） - 本社を大阪市北区堂島浜に移転。
- 1996年（平成8年） - ISO9002を取得。
- 1998年（平成10年） - 東京証券取引所第2部に上場。
- 1999年（平成11年） - 東証・大証第1部に上場。
- 2001年（平成13年） - ビクター・テクニクス・ミュージック株式会社を子会社化（後に吸収合併）。
- 2005年（平成17年） - 本社を静岡県浜松市細江町の細江工場（現・本社工場）内に移転。
- 2013年（平成25年） - MIDI規格創案の功績により、創業者・梯郁太郎がシーケンシャル・サーキット社設立者であるデイヴ・スミスとともにグラミー賞テクニカル賞を個人名で受賞。
- 2014年（平成26年） - MBOを実施し上場廃止。上場子会社であったローランド ディー. ジー.株式会社に当社が保有する同社株式の一部を譲渡し、同社を持分法適用関連会社化[9]。
- 2015年（平成27年） - 持分法適用関連会社であったローランド ディー. ジー.株式会社株式の一部を売却したため、同社は持分法適用関連会社ではなくなる。
- 2018年（平成30年） - 子会社であったボス株式会社を吸収合併[10]。
- 2020年（令和2年） - 東京証券取引所第1部に再上場[11][12][13]。
- 2022年（令和4年） - 米ドラム・メーカーDrum Workshop, Inc. の全株式を取得。創業以来初めてアコースティック楽器事業を傘下に収める。また8月には、初の直営店『Roland Store（ローランド・ストア）』を英・ロンドンにある楽器店街「デンマーク・ストリート」にオープンした[14]。

## MBOによる上場廃止・再上場へ
2014年（平成26年）、楽器事業が四期連続赤字に陥っていた同社は、5月14日アメリカの投資ファンド・タイヨウファンドと三木純一社長によるMBOを実施すると発表。この買収は同月15日から6月25日までを買収期間としたが、7月14日までに延長された。
この買収に対し、創業者の梯郁太郎が「悪辣な乗っ取りだ」として反発。
2014年（平成26年）5月1日に開催されたローランド芸術文化振興財団（現・かけはし芸術文化振興財団）の臨時理事会の招集手続を問題視して理事会をやり直しとなり、同年6月20日の評議員会では売却賛成が3分の2以上に満たないことで否決となった。
そして、2014年（平成26年）6月27日の株主総会では、会社側が「ローランド芸術文化振興財団（現・かけはし芸術文化振興財団）」としての総会出席者は専務理事であるとして、同財団理事長で当社創業者の梯郁太郎を個人株主扱いとした。このため、株主総会でも梯郁太郎と三木社長がMBOの是非を巡り激しく応酬する形となった。また、この株主総会は先述の通り買い付け期間が7月14日までに延長されたことから、買い付け期間中の株主総会という異例のものとなった。
そうした混乱はあったものの、2014年（平成26年）7月14日までに発行株式の約82.92%の応募があったため成立した。ローランド芸術文化振興財団保有分を含む残余株式はローランドが買い取る形となり、同年10月26日に上場廃止となった。
ローランドは、2020年（令和2年）12月16日に東京証券取引所第1部に株式を再上場した。

## 主要製品

### アナログシンセサイザー
- モジュラーシンセサイザー
  - System100, System100M, System500, System700
- Promars
- SHシリーズ
  - SH-09, SH-1, SH-2, SH-2000, SH-3A, SH-5, SH-7, SH-1000, SH-101
- Jupiterシリーズ
  - Jupiter-4, Jupiter-6, Jupiter-8, Jupiter-X
- Junoシリーズ
  - Juno-6, Juno-60, Juno-106, Juno-106S, αJuno-1, αJuno-2
- JXシリーズ
  - JX-3P, JX-8P, JX-10
- MKSシリーズ
  - MKS-80 Super Jupiter, MKS-70, MKS-30, MKS-10, MKS-7
- Boutiqueシリーズ
  - SE-02
- ギターシンセサイザー音源ユニット
  - GR-300, GR-500, GR-700
- シーケンサー内蔵型シンセサイザー
  - MC-202
  - TB-303

### デジタルシンセサイザー
- Dシリーズ
  - D-5, D-10, D-20, D-50, D-70, D-110
- Uシリーズ
  - U-20, U-110, U-220
- JDシリーズ
  - JD-800, JD-990, JD-XA, JD-Xi
- JPシリーズ
  - JP-8000, JP-8080
- JVシリーズ
  - JV-30, JV-35, JV-50, JV-80, JV-90, JV-880, JV-1000, JV-1010, JV-1080, JV-2080
- XPシリーズ
  - XP-10, XP-30, XP-50, XP-60, XP-80
- XVシリーズ
  - XV-88, XV-2020, XV-3080, XV-5050, XV-5080
- Fantomシリーズ
  - Fantom, Fantom-S, Fantom-X, Fantom-XR, Fantom-G，FANTOM
- JUNOシリーズ
  - JUNO-D, JUNO-Di, JUNO-DS, JUNO-G, JUNO-Gi, JUNO-STAGE
- FAシリーズ
  - FA-06, FA-07, FA-08
- Grooveboxシリーズ
  - MC-303, MC-307, MC-505, MC-808, MC-909, MC-09
- AIRAシリーズ
  - SYSTEM-1, SYSTEM-1m
  - SYSTEM-8
  - TB-3, VT-3
- Boutiqueシリーズ
  - JP-08, JU-06, JX-03, VP-03, TB-03, SH-01a, D-05
- V-Synthシリーズ
  - V-Synth/V-Synth XT
  - V-Synth GT
- JUPITERシリーズ、他
  - JUPITER-50, JUPITER-80
  - INTEGRA-7
  - SH-201
  - GAIA SH-01
  - VariOS
  - DJ-70

他多数

### リズムマシン
- TRシリーズ
  - TR-505, TR-606, TR-626, TR-707, TR-727, TR-808, TR-909, TR-8, TR-09, TR-8S
- Rシリーズ
  - R-5, R-8, R-8M, R-8mkII

### ピアノ、オルガンなどの鍵盤楽器
- ローランドピアノ・デジタル（電子ピアノ）
- ステージピアノ
  - アナログステージピアノ　MP-700, MP-600, EP-09
  - デジタルステージピアノ　RD-700, RD-800, RD-1000, RD-2000, V-Piano, FP-90, FP-60, FP-30
- 電子オルガン
  - ミュージック・アトリエ
家庭用電子オルガン
AT-75, AT-100, AT-300, AT-500, AT-800, AT-900C, AT-900
  - アトリエ・コンボ
AT-350C
  - コンボ・オルガン
VK-09, VK-7, VK-77, VK-8, VK-9, VK-88, VK-8M（モジュールタイプ）
  - Vコンボ (V-Combo)
VR-760, VR-700, VR-09
  - ローランド・クラシック・シリーズ
C-200, C-230, C-330, C-380, C-30 (C-30のみ電子チェンバロ)
  - ロジャースオルガン(英語：ロジァース・インストゥルメンツ):[:en]
デジタルクラシックオルガン。教会、ホテルなどの施設に導入されている大型オルガンが中心。
- Vアコーディオン（電子アコーディオン）
  - FR-1, FR-1B, FR-1X, FR-1Xb, FR-3, FR-3b, FR-3s, FR-3sb, FR-3X, FR-3Xb, FR-5, FR-5b, FR-7, FR-7b, FR-7X, FR-7Xb, FR-8X,FR-8xb, FV-200
- ボコーダー/ボーカルキーボード
  - VP-330 Vocoder Plus
  - VP-550, VP-770, VP-7
  - SVC-350
- ストリングスキーボード, 他
  - RS-505 Paraphonic Strings
  - RS-09
  - SA-09 Saturn

### 打楽器
- Vドラム （英語版）（電子ドラム）

### シーケンサー
- アナログ出力デジタルミュージックシーケンサー
  - CSQ-100
  - CSQ-600
- マイクロコンポーザーシリーズ
  - MC-8 マイクロコンポーザー
同社初。1977年発売。8ch仕様で合計5,400音を記憶可能。定価1,200,000円。CPUはIntel 8080。ローランドのモジュラーシンセサイザー「System-700」と合わせて使用することを想定されていた。
  - MC-4
MC-8の後継機種として1981年発売。MC-8を大幅に改良した機種だが、データ入力方式はMC-8とは異なり、ローランドのモジュラーシンセサイザー「System-100M」などに合わせてミニジャック仕様を採用した。
メモリー16KBを積み3,900音を記憶可能な「MC-4 A」、メモリー48KBを積み12,000音を記憶可能な「MC-4 B」の2種類があった。定価は「MC-4 A」が330,000円、「MC-4 B」が430,000円。MC-8に比べ大幅に低価格化を実現したことから広く普及した。
FSKインターフェイスが追加され、MTRとの同期レコーディングが可能となった。
記憶媒体はカセットテープインターフェースを使用した。
- デジタルキーボードレコーダーMSQシリーズ（MIDI系）
  - MSQ-100
  - MSQ-700
- マイクロコンポーザーシリーズ（MIDI系）
  - MC-500
1986年発売。MIDIシーケンサーである。入力2系統出力2系統。表示画面は20桁×2行のバックライト付きLCD液晶。シーケンスソフトはMRC、2DDフロッピーディスクから起動して使用する。リズムトラック＋16ch×4トラック、四分音符あたりの分解能は96。CPUはZ80。後にMC-500からMC-500mkIIに基板交換する有料バージョンアップサービスが存在した。
  - MC-300
1988年発売。定価98,000円。MC-500のローコスト版。入力1系統、出力2系統。
  - MC-500mkII
1988年発売。定価180,000円。シーケンスソフトは大幅に改良されたSuper-MRC。リズムトラック＋16ch×8トラック。CPUをZ80からHD64180Zに変更し、メモリーを倍に増やしたモデル。
  - MC-50
1990年発売。定価78,000円。MC-500mkIIのローコストモデル。このモデルからシーケンスソフトがROM化されている。内蔵ROMはSuper-MRCとSuper-MRP。Super-MRCをROMで内蔵したため大幅に使い勝手は向上したが、メモリーはMC-500mkIIより少ない。
  - MC-50mkII
1992年発売。MC-50にSMF対応などをしたマイナーチェンジ版。
  - MC-80
1999年発売。定価99,800円。シーケンスソフトはSuper-MRCからシンセサイザーXP-60/XP-80にも搭載されているMRC-Proに変更。表示画面も20桁X2行のLCD液晶から320×80フルドット画面に変更、機能が強化されたがリズムトラックの概念が廃止された。四分音符あたりの分解能は480。従来の2DDから2HDのサポート、HDDやZIPドライブの拡張や音源モジュールの内蔵が可能。
  - MC-80EX
1999年発売。定価138,000円。MC-80にSC-88PRO音源モジュールであるVE-GSProを内蔵したもの。

### 音楽制作関連機器
- ミュージくん
- ミュージ郎
- ローランド・SCシリーズ（サウンド・キャンバス）
- ローランド・VSC（バーチャル・サウンド・キャンバス）
- ローランド・VSシリーズ - マルチトラックハードディスクレコーダー
- エディロール・SDシリーズ（スタジオ・キャンバス）
- エディロール・UAシリーズ（現：ローランド・UAシリーズ） - USB接続マルチトラックオーディオキャプチャーユニット、およびUSB接続ポータブルDAC
- エディロール・HQソフトウェア・シンセサイザー
- ローランド・Rubixシリーズ - USB接続マルチトラックオーディオキャプチャーユニット
- Sonic Cell

ミュージック・プロダクション・システム
- MV-30「STUDIO M」
- MV-8000

音楽制作ソフトウェア
- Cakewalk SONARシリーズ - Cakewalkが開発するDAWソフトウェア

2013年9月24日、ローランドは傘下にあった米Cakewalkをギブソンに売却することを発表。以降2017年まで、SONARはギブソンが既に買収していたTEACのTASCAMブランドの製品として販売された。

### 音響関連機器
'RSS：業務用音響機器のブランド
- RSS Digital Snake
- RSS V-Mixing System - ライブ用ミキシング・システム
- RSS ARシリーズ - メモリー・カード・レコーダー

## 音楽教室
1984年（昭和59年）より「ローランドミュージックスタジオ」を運営し、2010年（平成22年）に「ローランド・ミュージック・スクール」へ改称した。
2001年（平成13年）9月7日付けでテクニトーンを用いる日本ビクター・松下電器産業の音楽教室部門 ビクター・テクニクス・ミュージック株式会社を買収し、社名をローランドミュージックスタジオへ改称の上「ローランドRMS音楽教室」へ再編。国内音楽教室業界においてヤマハ・カワイに次ぐ第3位の規模となる。
2001年（平成13年）にビクター・テクニクス・ミュージックから承継した特約店が運営する教室と、国内8ヶ所でローランド直営センタースクールの他、2008年（平成20年）10月1日に「ローランド・サテラ」という直営スクールを運営していたが、後に特約店運営教室に移管された。

### ローランド・ミュージック・スクール
- スクール運営グループ（東京都千代田区）

### 開講科目
- 幼児科（アトリエランド）
- ピアノ科
- オルガン科
- コンピューター・ミュージック科
- Vドラムコース
- Vアコーディオンコース

### 音楽教室主催イベント
ローランド ・フェスティバル
4つの部門により構成される。
[オルガン・ステージ] （旧：ローランド ・オルガン・ミュージックフェスティバル）
自由曲または課題曲で参加する、オルガン・ソロ演奏のステージ。参加資格はローランド・ミュージック・スクール会員のみ。各予選（楽器店大会／センター予選／ビデオ予選いずれか）ごとに審査し、入賞者の中からファイナル代表者を選出。ファイナルにて各部門ごとにグランプリ1名、準グランプリ1名を表彰。
※フレンドリー部門のみ、ファイナルは特別演奏（審査・表彰なし）。
ローランド・オルガン ミュージック・アトリエによるオルガン・ソロ演奏
【パフォーマンス・ステージ】
Vアコーディオン、シンセサイザー、エアロフォンなどのソロ演奏、デジタルピアノやオルガンでの弾き語り、自分で制作した音源をバックに歌うなど、ローランド製の電子楽器を使ったソロパフォーマンス。参加資格は会員、会員外を問わず可能。ビデオ予選にて優秀賞・各賞数名を表彰。
※ファイナルは特別演奏（審査・表彰なし）。
【Vドラム・ステージ】
全国のVドラマーが集結するVドラムの祭典！
ローランド　Vドラムシリーズによるドラム・ソロ演奏。参加資格は会員、会員外を問わず可能。ビデオ予選にて優秀賞・各賞数名を表彰。優秀賞受賞者はファイナル進出。ファイナルにて各部門ごとにグランプリ1名、準グランプリ1名を表彰。
【アンサンブル・ステージ】
友達同士で、ご家族で、先生と一緒に。
ローランド製の鍵盤楽器を中心に、2種類以上の楽器編成で参加するアンサンブル演奏のステージ（2名以上～10名以下）。ローランド・ミュージック・スクール会員（生徒、講師、講習生）が1名以上参加する2名以上10名以下のグループ
※グループ代表者はローランド・ミュージック・スクール会員であること。
ビデオ予選にて優秀賞・各賞数組を表彰。優秀賞受賞グループはファイナル進出。ファイナルにて各部門ごとにグランプリ1組、準グランプリ1組を表彰
ピアノ・ミュージックフェスティバル（旧：ファンタスティック・ピアノコンクール）
ポピュラー曲中心のピアノコンクール。参加はローランド・ミュージック・スクール会員の他、一般も可能。全国を13地区に分け、代表1名がファイナルへの出場権を得る。

## ローランド・プロデュースショップ
ローランドがプロデュースする、楽器店内の専門コーナー。専門スタッフを配置し、ユーザーサポートの役割も担っている。
Planet
ローランド電子ドラム、シンセサイザー、コンピュータ関連機器を専門に展示・販売コーナー
Planet X
「Planet」をコンパクトにした展示・販売コーナー
Roland Foresta
ローランドのデジタルピアノを専門に展示・販売コーナー

## 主要工場・研究所
- 本社工場（浜松市浜名区）
- 都田工場（浜松市浜名区）
- 浜松研究所（浜松市浜名区）
- 都田試験センター（浜松市浜名区）
- 東京オフィス（東京都千代田区）
- 大阪オフィス（大阪府大阪市）